# Carolina Lapausa
Carolina Lapausa   (Madrid, 1981) és una actriu espanyola de televisió, cinema i teatre.

## Biografia
Des de molt petita va començar a interessar-se pel món de l'art.
Va estudiar ballet i dansa espanyola en el Conservatori Professional de Dansa de Madrid, per a després realitzar el seu somni de ser actriu i ingressar en la RESAD, on es va llicenciar en Interpretació. Una vegada acabats els estudis oficials, no abandona la seva formació i compagina la seva carrera professional amb cursos regulars en l'Estudi Juan Carlos Corazza i amb diferents mestres en Espanya, Argentina i Regne Unit.
En 2011 paper de Isabelita de Viana en la sèrie de RTVE La Señora i la seva continuació 14 de abril. La República. En 2014 i 2015 s'incorpora com a episodi de la ficció de sobretaula Amar es para siempre, emesa en Antena 3. Allí interpreta a Cristina Pérez
El 2014, fitxa per la nova sèrie dels creadors de la sèrie Aída en la cadena Telecinco anomenada Anclados en la qual va donar vida a Linda Pineda Federichi de Castro de Pàdua. Aleshores se la va relacionar sentimentalment amb Álex González.
Va aparèixer com a personatge recurrent sèrie Pulsaciones d'Antena 3, l'estrena de les quals va ser a principis de l'any 2017. A mitjans de 2017 va fer de Gloria la professora de Bea en la sèrie de TVE Estoy vivo com a personatge secundari.

## Filmografia

### Televisió

#### Sèries de televisió
| Any/s             | Sèrie                               | Personatge                               | Notes       |
| ----------------- | ----------------------------------- | ---------------------------------------- | ----------- |
| 2000              | Al salir de clase                   | Fina                                     | 7 episodis  |
| 2002              | Policías, en el corazón de la calle |                                          | 1 episodi   |
| 2002 - 2003       | El comisario                        | Sonia / Santos Escobedo Martínez         | 2 episodis  |
| 2003              | Casi perfectos                      |                                          | 19 episodis |
| 2004              | Los 80                              |                                          | 1 episodi   |
| 2006              | Hospital Central                    | Teresa "Tere"                            | 1 episodi   |
| 2006              | Con dos tacones                     |                                          | 7 episodis  |
| 2006              | Mujeres                             |                                          | 1 episodi   |
| 2007 - 2008       | El internado                        | Jacinta (de jove)                        | 4 episodis  |
| 2002 - 2003, 2008 | Cuéntame cómo pasó                  | Estudiant 2/Noia de la perruqueria       | 4 episodis  |
| 2009              | Hermanos y detectives               |                                          | 1 episodi   |
| 2008 - 2010       | La Señora                           | Isabel "Isabelita" de Viana              | 29 episodis |
| 2011; 2018        | 14 de abril. La República           | Isabel "Isabelita" de Viana              | 15 episodis |
| 2012              | Gran Hotel                          | Agatha Mary Clarissa Miller              | 1 episodi   |
| 2014 - 2015       | Amar es para siempre                | Cristina Pérez                           | 48 episodis |
| 2015              | Anclados                            | Cuca Pineda Federichi de Castro de Padua | 1 episodi   |
| 2017              | Pulsaciones                         | Olga                                     | 10 episodis |
| 2017              | Estoy vivo                          | Professora Gloria Samper                 | 9 episodis  |
| 2018              | Pequeñas coincidencias              | Andrea                                   | 2 episodis  |
| 2020              | Perdida                             | Inmaculada "Inma" Rodríguez Colomer      | 11 episodis |

#### Minisèries
| Any  | Minisèrie          | Personatge/s                                                                | Notas      |
| ---- | ------------------ | --------------------------------------------------------------------------- | ---------- |
| 2008 | Martes de carnaval | Niña rifa/Manolita/Dolores Almadén/Maruja Mayo / Chica Reparto / Periodista | 3 episodis |

#### Telefilm
| Any  | Pel·lícula de TV  | Personatge    | Dirigit per  |
| ---- | ----------------- | ------------- | ------------ |
| 2016 | La corona partida | Joana d'Aragó | Jordi Frades |

### Cinema

#### Llargmetratges
| Any  | Llargometratge                     | Personatge        | Dirigit per                 |
| ---- | ---------------------------------- | ----------------- | --------------------------- |
| 2017 | TOC TOC                            | Rocío             | Vicente Villanueva          |
| 2016 | Zipi y Zape y la isla del capitán  | Madre             | Oskar Santos                |
| 2008 | Esperpentos                        | Varios personajes | José Luis García Sánchez    |
| 2007 | Miguel y William                   | Juana             | Inés París                  |
| 2002 | Peor imposible, ¿qué puede fallar? | Carlota           | David Blanco u José Semprún |
| 2001 | Buñuel y la mesa del rey Salomón   | Monja             | Carlos Saura                |

#### Curtmetratges
- Diario de un desamor, com Desidia. Dir. Patricia Campos (2003)
- ¿Me das fuego?, com una noia. Dir. Elena de Torres (2013)
- Ahora es cuándo me besas, com Ana. Dir. Ángeles Maeso (2015)
- Cambio, com Ana. Dir. Daniel Romero (2016)

### Teatre
- La metamorfosis, com Greta. Dir. Alfonso Pindado (2000)
- Hasta el domingo, com Lucía. Dir. Alberto Maravillas (2001)
- La herida en el costado, com Eva. Dir. José Bornás (2002)
- Las alegres comadres de Windsor, com Anne Page Dir. Gustavo Tambascio (2002)
- Adiós a todos, com Miguel. Dir. Aitana Galán (2002-2004)
- El último reloj, com Tommy. Dir. Manuel Galiana. Lectura dramatizada (2003)
- Las niñas muertas no crecen, com niña. Dir. Elena Cánovas. Lectura dramatizada (2003)
- El árbol de Julia, com Julia. Dir. Aitana Galán. Lectura dramatizada (2003)
- Noche de Reyes sin Shakespeare, com Lucía, en el Centro Dramático Nacional. Dir. Mercedes Lezcano (2003-2004)
- La calumnia, com Mary Tilford. Dir. Fernando Méndez-Leite (2004-2006)
- El Principito, com el Principito. (2004-2005)
- Eduardo III, com Príncipe Felipe. Dir. Juan Antonio Hormigón. Lectura dramatizada (2005)
- No sé callar cuando sueño, com Cristina. Dir. Aitana Galán (2006)
- Cuento de invierno, com Mamilio. Dir. Magüi Mira (2006-2007)
- Segunda vida, com Elisa. Dir. Aitana Galán (2007-2008)
- Angelina o el honor de un brigadier, com Angelina. Dir. Juan Carlos Pérez de la Fuente (2009-2011)
- Maniquís. Dir. Ernesto Caballero (2009)
- Las bicicletas son para el verano, com Charito. Dir. Emma Cohen. Lectura dramatizada (2011)
- María Sarmiento, com María Sarmiento. Dir. Fernando Romo (2011)
- La señorita malcriada, com Doña Pepita. Dir. Juan A. Hormigón y la Compañía Nacional de Teatro Clásico (2011)
- Antígona. Siglo XXI, com Ismene. Dir. Emilio del Valle (2012-2014)
- La caja oscura, com Marisa. Dir. Carmen Losa (2013)
- Nada tras la puerta, com Najla. Dir. Mikel Gómez de Segura (2013-2014)
- Lo que vio el mayordomo, com Geraldine. Dir. Joe O'Curneen (2014-2015)
- Las neurosis sexuales de nuestros padres, com Dora. Dir. Aitana Galán (2014-2015)

## Premis i nominacions
- Nominada al premi Millor Actriu Revelació als premis Unión de Actores pel seu paper d' Isabel "Isabelita" de Viana a La Señora[3] (2010)